# Brad Traina
Bradley Robert Traina, detto Brad (Marietta, 4 agosto 1977), è un ex cestista statunitense con cittadinanza italiana.
Alto 198 cm per 95 kg di peso, giocava nel ruolo di ala piccola.

## Palmarès
- Coppa Italia: 1

Pall. Treviso: 2000